# Ryssar i Finland
Ryssar i Finland (ryska: Русские в Финляндии; finska: Suomen venäläiset) eller finlandsryssar utgör en språklig och etnisk minoritet i Finland. Omkring 27 000 invånare i landet har medborgarskap i Ryska federationen,  (vilket inte nödvändigtvis  innebär att de identifierar sig som etniska ryssar) och ryska var år 2008 modersmål för cirka 48 000 personer i Finland, vilket motsvarade cirka 0,8 procent av befolkningen. År 2012 hade deras antal ökat till cirka 70 000.
Ryska invandrare som flyttade före andra världskriget kallas "gamla ryssar". Nästa invandringsvåg hände efter upplösningen av Sovjetunionen, främst av ingermanlänningar som återvandrade till Finland. För närvarande är de två vanligaste skälen som ryssar migrerar till Finland äktenskap och familjeband.

## Brott riktade mot ryssar
I en undersökning från 2012 rapporterade 12 procent av ryssar i Finland att de varit utsatta för ett rasistiskt motiverat hatbrott (jämfört med ett genomsnitt på 5 % av ryssar i alla EU-länder). 27 % av ryssar i Finland var offer för brott de senaste 12 månaderna, till exempel stöld, attacker, skrämmande hot eller trakasserier (jämfört med 17 % av ryssar i EU).

## Demografi

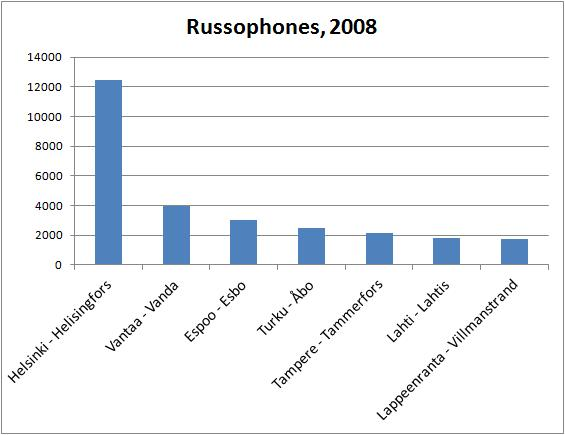
Antal rysktalande i några finländska städer, 2008

Enligt Rysslands ambassad i Finland finns det cirka 50 000 rysktalande människor i Finland. Alexanderinstitutet uppskattade emellertid att antalet rysktalande människor var 45 000, i en studie utförd 2008. Enligt Statistikcentralen fanns det 48 740 rysktalande människor 2008. Emellertid uppskattas hälften av de rysktalande invandrarna vara ingermanländare och andra finsk-ugriska folk. År 2008 fanns det 26 909 personer med medborgarskap (inklusive dubbla medborgarskap) i Ryska federationen i Finland. Dessutom finns det människor som har fått endast finskt medborgarskap och estniska ryssar. Två vanliga orsaker till invandring var äktenskap och ättling från ingermanlänningar.

## Historisk utveckling

### Födda i Ryssland
| Ryssar i Finland 2010–2021                      | Ryssar i Finland 2010–2021 | Ryssar i Finland 2010–2021 | Ryssar i Finland 2010–2021 | Ryssar i Finland 2010–2021 |
| ----------------------------------------------- | -------------------------- | -------------------------- | -------------------------- | -------------------------- |
|                                                 |                            |                            |                            |                            |
| År                                              |                            |                            | Folkmängd                  |                            |
| 2010                                            | 2010                       |                            | 3 831                      |                            |
| 2011                                            | 2011                       |                            | 4 335                      |                            |
| 2012                                            | 2012                       |                            | 4 914                      |                            |
| 2013                                            | 2013                       |                            | 5 533                      |                            |
| 2014                                            | 2014                       |                            | 6 221                      |                            |
| 2015                                            | 2015                       |                            | 6 726                      |                            |
| 2016                                            | 2016                       |                            | 7 395                      |                            |
| 2017                                            | 2017                       |                            | 7 874                      |                            |
| 2018                                            | 2018                       |                            | 8 419                      |                            |
| 2019                                            | 2019                       |                            | 8 947                      |                            |
| 2020                                            | 2020                       |                            | 9 698                      |                            |
| 2021                                            | 2021                       |                            | 10 664                     |                            |
| Anm.: Befolkning den 31 december respektive år. |                            |                            |                            |                            |